# Melanie Joy
Melanie Joy, ameriška socialna psihologinja in veganska aktivistka, * 2. september 1966.
Znana je predvsem po skovanju in širjenju izraza karnizem.
Deluje kot profesorica psihologije in sociologije na Univerzi Massachusettsa v Bostonu, kot tudi predsednica leta 2010 ustanovljene neprofitne zagovorniške skupine Beyond Carnism, znane tudi kot Carnism Awareness & Action Network (CAAN). Je tudi avtorica dveh knjig, Strateški ukrepi za živali in Zakaj ljubimo pse, jemo prašiče in nosimo krave.

## Ozadje
Joy je pridobila magisterij na Harvard Graduate School of Education, doktorat znanosti iz psihologije pa na Saybrook Graduate School. Pri 23. letih se je med študijem na Harvardu hudo zastrupila z okuženim hamburgerjem, zaradi česar je bila hospitalizirana. Ta neljubi pripetljaj jo je pripeljal do tega, da postane vegetarijanka. V govoru, povezanim z ministrico indijskega kabineta Maneko Gandhi, se je Joy spominjala, kako ji je sprememba prehrane iz razlogov, ki niso bili moralne narave, spremenila pogled na odnos do živali:
Ta izkušnja me je pripeljala do tega, da sem se odrekla mesu, kar me je naredilo odprtejšo za informacije o živinoreji – informacije, ki so bile pred mojimi očmi, a jih nisem bila pripravljena sprevideti, vse dokler sem bila ujeta v svoj tedanji način življenja. In ko sem spoznavala resnico o mesu, jajcih in mleku, sem postajala čedalje bolj zgrožena ... Bila sem zmedena in obupana. Počutila sem se kot čoln brez vesla, izgubljen sredi morja kolektivne blaznosti. Nič se ni spremenilo, vendar vse je bilo drugače.
Potem je Joy postopoma prešla na veganstvo.
V intervjuju iz leta 2013 je pojasnila, da je bila njena doktorska disertacija sprva osredotočena na psihosociologijo nasilja in diskriminacije, vendar se je nato preusmerila v vprašanja o psihologiji uživanja mesa. S pomočjo vzorcev neracionalnega in nedoslednega razmišljanja med osebami, ki jih je anketirala, je postavila teorijo, da se stališča o uživanju mesa odražajo v pridobljenih predsodkih. Ta ideja je postala osnova za večidel njenega poznejšega dela.

## Teorija karnizma
Joy je leta 2001 vpeljala izraz karnizem v enem od svojih člankov, objavljenem v Satya, ki pa na začetku ni bil deležen kdovekakšne pozornosti. Koncept je ponovila leta 2009 v svoji knjigi Zakaj ljubimo pse, jemo prašiče in nosimo krave. Njene ideje so vplivale na poznejše študije o tem, kar je postalo znano kot "mesni paradoks" – izrazito nedoslednost pri odnosu do živali, pri čemer ljudje lahko izražajo naklonjenost do nekaterih vrst živali, medtem ko jejo druge – in kognitivne disonance, ki temu botruje. Nekateri psihologi podpirajo Joyina prepričanja v zvezi z vplivom uživanja mesa na odnos do živali.

## Aktivizem
Joy je ustanovila Carnism Awarness & Action Network (CAAN), ki se je pozneje leta 2010 preimenoval v Beyond Carnism.